# Marta Vergani
Marta Vergani (Carate Brianza, 20 maggio 1997) è una calciatrice italiana, difensore del Real Meda.
Con le Azzurrine dell'Under-17 ha conquistato il terzo posto nel Campionato europeo di categoria 2014 e il terzo posto nel Mondiale della Costa Rica. Ha inoltre vestito la maglia della formazione Under-19 fino al raggiungimento dell'età massima.

## Biografia
Nel 2019 si è laureata con lode in Progettazione dell'architettura al Politecnico di Milano.

## Carriera

### Club
Dopo 7 anni al Real Meda con 124 presenze e 5 reti tra Serie A2 e Serie B, nell'estate 2018 si trasferisce all'Inter Milano, che nell'ottobre successivo cede il titolo sportivo all'Inter.
Nell'estate 2019 si trasferisce al Ravenna, rimanendo così in Serie B.

### Nazionale
Nell'estate 2012 è tra le 25 atlete convocate dal Coordinatore delle nazionali giovanili femminili Corrado Corradini nel raduno di Norcia che permetterà allo staff tecnico guidato dall'allenatore Enrico Sbardella di scegliere la formazione che affronterà le qualificazioni al Campionato europeo 2013 di categoria, dove le Azzurrine, inserite nel Gruppo 2, dovranno cimentarsi con le nazionali pari età di Inghilterra, Irlanda del Nord e Israele. Vergani fa il suo esordio in maglia azzurra a Belfast il 10 settembre 2012, nella partita vinta dall'Italia per 5 a 0 su Israele con doppietta di Manuela Giugliano, di Francesca Pittaccio e autogol dell'israeliana Shahar Nakav. Vergani disputa tutte le successive cinque partite delle due fasi a gironi, con l'Italia che fallisce nuovamente l'accesso alla fase finale.
Sbardella la chiama anche per le qualificazioni al successivo Europeo di Inghilterra 2014, torneo che in realtà si svolge prima del termine dell'anno per poter determinare con sufficiente anticipo le squadre della zona UEFA che potranno accedere al Mondiale della Costa Rica 2014. Vergani condivide il percorso della sua nazionale, superandolo al primo posto il gruppo 9 nella prima fase e conquistandolo anche nella fase élite, pur avendo perso l'incontro con il Portogallo, per lei sei le presenze nelle due fasi, avendo quindi accesso alla fase finale per la prima volta nella sua storia sportiva. Qui Sbardella la impiega in tutti i cinque gli incontri, dove le Azzurrine ottengono il primo posto nella fase a gironi, battute dalla sola Austria, perdono per 1-0 la semifinale con la Germania, nazionale che si aggiudicherà poi in finale il quarto titolo di categoria, e conquista infine l'accesso al primo Mondiale per la formazione italiana, ritrovando l'Inghilterra nella finalina per il terzo posto, superandola ai tiri di rigore dopo che i tempi regolamentari si erano chiusi a reti inviolate.
Inserita in rosa da Sbardella anche per il Mondiale, Vergani scende in campo in tutti i sei incontri disputati dall'Italia che, con due vittorie e una sconfitta nella fase a gironi la vedono conquistare il passaggio del turno come seconda classificata del gruppo A, battere il Ghana ai rigori dopo che le avversarie avevano siglato la rete del 2-2 al 90' nei quarti di finale, perdere 2-0 la semifinale con la Spagna e ottenere lo storico risultato a un Mondiale nella sofferta finale per il terzo posto, facendosi recuperare al 90+5' dal Venezuela la rete che fissa sul 4-4 il risultato ai tempi regolamentari ma superandolo, ancora una volta, ai rigori.
Sempre nel 2014 viene selezionata per rappresentare l'Italia con la formazione Under-19 alle qualificazioni per l'Europeo di Israele 2015. Il debutto avviene al Şehir Stadium di İnegöl, Turchia, il 13 settembre 2014, in occasione della partita giocata contro le pari età della Nazionale turca e vinta dalle Azzurrine per 1-0 con gol siglato da Giugliano al 59'. Vergani coglie la sua prima rete in maglia azzurra due giorni più tardi, siglando all'84' il gol che fissa sull'8-0 il risultato con il Kazakistan, e colleziona complessivamente 5 presenze in tutte le fasi di qualificazione, fallendo l'accesso alla fase finale. Nuovamente in rosa per le successive qualificazioni all'Europeo di Slovacchia 2016, matura 6 presenze in tutti gli incontri giocati dalle Azzurrine che continuano a non conquistare la fase finale.

## Palmarès

### Club
- Campionato italiano di Serie B: 2

Inter: 2018-2019
Como: 2021-2022